# La ignorancia de la sangre
La ignorancia de la sangre és una pel·lícula espanyola del 2014 dirigida per Manuel Gómez Pereira amb guió de Nicolás Saad basat en la novel·la de Robert Wilson. Es tracta d'un thriller neo-noir amb un rerefons polític en el qual es barregen espionatge, terrorisme islàmic i màfies russes, a més de pulsions amoroses del passat. Fou produïda per Tornasol Films, Hernández y Fernández Producciones Cinematográficas, Maestranza Films, El diario de Carlota AIE, La ignorancia de la sangre AIE, en associació amb Network Movie i ZDF, amb la participació de TVE, Canal Sur, ONO i el suport d'ICAA. Serà distribuïda per Syldavia Cine.

## Sinopsi
Javier Falcón, cap d'Homicidis de la Policia Nacional a Sevilla, ha de resoldre dos assumptes diferents en poc temps. D'una banda, les conseqüències immanejables d'un cas d'espionatge en el qual està involucrat personalment: un vell amic seu es va infiltrar en un comando terrorista islàmic, i ara el comando pretén reclutar al seu fill adolescent per a la causa. D'altra banda, Falcón s'enfronta al segrest d'un nen per l'alliberament del qual la màfia russa, a la que està investigant, li exigeix que pagui un preu massa alt.

## Repartiment
- Juan Diego Botto...	Falcón
- Paz Vega...	Consuelo
- Alberto San Juan...	Yacub
- Cuca Escribano	...	Cristina Ferrera
- Francesc Garrido	...	Pablo
- Hamza Zaidi...	Abdulá

## Premis i nominacions
Alberto San Juan fou nominat al Premi Unión de Actores al millor actor secundari de cinema.Per contra, als Premis YoGa 2015 va rebre el premi al pitjor guió i a la pitjor actriu Paz Vega.

## Crítiques
| «                               | "Malgrat les rigideses i engolaments imposades per una trama tan alambinada com maximalista (...) queda el testimoniatge d'un moment que, cada dia que passa, s'enfonsa més." | » |
| — Luis Martínez: Diari El Mundo | |   |

| «                                  | "Quan els diàlegs donen pas a l'acció i la càmera no té on amagar-se, la maquinària sofreix. (...) un conjunt que sospira per la sempre difícil versemblança. (...) Puntuació: ★★ (sobre 5)" | » |
| — Federico Marín Bellón: Diari ABC | |   |

| «                                           | "El resultat sembla un capítol corrent i oblidable d'una sèrie policíaca de televisió (...) Puntuació: ★ (sobre 5)" | » |
| — Jordi Batlle Caminal: Diari La Vanguardia | |   |

| «                              | "Les trames tenen el seu que, però els seus referents pesen tant, que una vegada transcorregut, el film s'oblida, malgrat que l'objectiu d'entretenir i abordar genèricament temàtiques candents es pot donar per compliment (...) Puntuació: ★★★ (sobre 5)" | » |
| — Sergio F. Pinilla: Cinemanía | |   |